# Duloxetine
Duloxetine is een antidepressivum en pijnstiller uit de groep van selectieve serotonine-en-noradrenaline-heropnameremmers. Het is een gecombineerde serotonine- en noradrenaline-heropnameremmer.

## Algemeen
Duloxetine is ontwikkeld en op de markt gebracht door Eli Lilly and Company. Duloxetine zelf is een secundair amine en heeft een asymmetrisch koolstofatoom, wat betekent dat er twee optische isomeren van bestaan. De geneesmiddelen bevatten steeds het hydrochloridezout van de S-isomeer van duloxetine. Merknamen zijn Ariclaim, Cymbalta en Xeristar. Ariclaim wordt gebruikt voor de behandeling van diabetische perifere neuropathie; Cymbalta en Xeristar ook voor depressies en gegeneraliseerde angststoornis.
Ariclaim, Cymbalta en Xeristar zijn verkrijgbaar in capsules met 30 of 60 mg duloxetine. Het zijn maagsapresistente capsules die de maag passeren en in de ingewanden afgebroken worden.
Ariclaim is in de Europese Unie toegelaten sedert 11 augustus 2004.
Cymbalta en Xeristar zijn in de Europese Unie toegelaten sedert 17 december 2004.
Generieke medicijnen met duloxetine konden ten vroegste in 2013 verschijnen, wanneer de eerste octrooien afliepen.

## Indicaties
- Depressie
- Diabetische perifere neuropatische pijn bij volwassenen
- Gegeneraliseerde angststoornis.

## Contra-indicaties
Duloxetine zou niet mogen gebruikt worden door personen met een gestoorde leverfunctie, ernstige nierfunctiestoornis of ongecontroleerde hypertensie.

## Dosering
De aanbevolen dosis voor de behandeling van depressie is 60 mg eenmaal per dag; voor diabetische neuropathie ook, maar soms is een hogere dosis van 120 mg nodig. Voor gegeneraliseerde angststoornis is de aanbevolen aanvangsdosis 30 mg eenmaal per dag, maar die kan verhoogd worden tot 60, 90 of 120 mg afhankelijk van de respons van de patiënt.
De antidepressieve werking treedt na 2 à 4 weken in.

## Bijwerkingen
Mogelijke bijwerkingen:
Zeer vaak (> 10%): misselijkheid, droge mond. Slaperigheid, hoofdpijn.
Vaak (1-10%): gewichtsafname, angstgevoelens, verminderde libido, abnormaal orgasme, slapeloosheid, agitatie, abnormale dromen. Duizeligheid (ook na staken van de therapie), lethargie, tremor, paresthesie, zwakte. Blozen, bloeddrukverhoging, palpitaties. Wazig zien. Tinnitus (ook na staken van behandeling). Gapen. Braken, obstipatie, diarree, buikpijn, dyspepsie, flatulentie. Hyperhidrose. Huiduitslag. Spierpijn, spierspasmen. Dysurie, pollakisurie. Vallen (vaker bij ≥ 65 j.). Vermoeidheid. Erectiestoornis, ejaculatiestoornis.
Soms (0,1-1%): laryngitis. Hyperglykemie (met name bij diabetici). Suïcidaal gedrag (tijdens of vlak na staken van de behandeling), tandenknarsen, desoriëntatie, apathie. Myoclonus, acathisie, nervositeit, verminderde smaak, dyskinesie, vertigo. Mydriase, visusstoornissen. Oorpijn. Tachycardie, supraventriculaire aritmie (vooral atriumfibrilleren), hypertensie, perifere kou, orthostatische hypotensie (met name in het begin), flauwvallen (met name in het begin). Neusbloeding, strak gevoel in keel, dysfagie, oprisping, maag-darmbloedingen, gastro-enteritis, gastritis. Stijging van leverenzymwaarden (ALAT, ASAT, alkaline fosfatase),hepatitis, acute leverbeschadiging. Fotosensibilisatie, urticaria. Nachtelijk zweten. Rustelozebenen-syndroom, spiertrekkingen, spierstijfheid. Nachtelijk plassen, polyurie, urineretentie. Menstruatiestoornis. Seksuele disfunctie, pijn aan de testikels, gynaecologische bloedingen. Pijn op de borst, malaise, rillingen, dorst, gewichtstoename. Toename creatinine fosfokinase, verhoogd kaliumgehalte in het bloed.
Zelden (0,01-0,1%): overgevoeligheidsstoornis, anafylactische reactie, angio-oedeem, Stevens-Johnsonsyndroom, . Hypothyroïdie. Hyponatriëmie, SIADH, dehydratie. Suïcidaal gedrag (tijdens of vlak na staken van de behandeling), manie, hallucinaties, agressie (in het begin of vlak na staken). Serotoninesyndroom, extrapiramidale symptomen, convulsies (ook na staken van de behandeling), psychomotorische rusteloosheid. Glaucoom. Interstitiële longziekte, eosinofiele pneumonie. Hypertensieve crisis. Halitose, bloed in ontlasting, collagene colitis. Abnormale urinegeur. Stomatitis, trismus. Menopauzale symptomen, galactorroe, hyperprolactinemie, post partum bloeding. Geelzucht, leverfalen, verhoogd cholesterol. Plotseling staken kan leiden tot onthoudingsverschijnselen.
Zeer zelden (< 0,01%): cutane vasculitis.